# Litteau
Litteau és un municipi francès situat al departament de Calvados i a la regió de Normandia. L'any 2007 tenia 246 habitants.

## Demografia

### Població
El 2007 la població de fet de Litteau era de 246 persones. Hi havia 100 famílies de les quals 24 eren unipersonals (16 homes vivint sols i 8 dones vivint soles), 36 parelles sense fills, 36 parelles amb fills i 4 famílies monoparentals amb fills.
La població ha evolucionat segons el següent gràfic:
Habitants censats

### Habitatges
El 2007 hi havia 114 habitatges, 98 eren l'habitatge principal de la família, 11 eren segones residències i 5 estaven desocupats. Tots els 114 habitatges eren cases. Dels 98 habitatges principals, 78 estaven ocupats pels seus propietaris, 19 estaven llogats i ocupats pels llogaters i 1 estava cedit a títol gratuït; 4 tenien dues cambres, 9 en tenien tres, 26 en tenien quatre i 59 en tenien cinc o més. 71 habitatges disposaven pel capbaix d'una plaça de pàrquing. A 50 habitatges hi havia un automòbil i a 40 n'hi havia dos o més.

### Piràmide de població
La piràmide de població per edats i sexe el 2009 era:
| Homes | Edats   | Dones |
| ----- | ------- | ----- |
| 0     | 95 o +  | 0     |
| 0     | 90 a 94 | 0     |
| 0     | 85 a 89 | 0     |
| 0     | 80 a 84 | 0     |
| 0     | 75 a 79 | 0     |
| 4     | 70 a 74 | 4     |
| 4     | 65 a 69 | 4     |
| 12    | 60 a 64 | 12    |
| 8     | 55 a 59 | 4     |
| 16    | 50 a 54 | 12    |
| 16    | 45 a 49 | 8     |
| 0     | 40 a 44 | 12    |
| 4     | 35 a 39 | 0     |
| 8     | 30 a 34 | 8     |
| 4     | 25 a 29 | 16    |
| 8     | 20 a 24 | 0     |
| 16    | 15 a 19 | 4     |
| 4     | 10 a 14 | 16    |
| 4     | 5 a 9   | 0     |
| 8     | 0 a 4   | 0     |

## Economia
El 2007 la població en edat de treballar era de 162 persones, 121 eren actives i 41 eren inactives. De les 121 persones actives 116 estaven ocupades (69 homes i 47 dones) i 5 estaven aturades (2 homes i 3 dones). De les 41 persones inactives 16 estaven jubilades, 16 estaven estudiant i 9 estaven classificades com a «altres inactius».

### Ingressos
El 2009 a Litteau hi havia 104 unitats fiscals que integraven 263 persones, la mediana anual d'ingressos fiscals per persona era de 17.154 €.

### Activitats econòmiques
Dels 14 establiments que hi havia el 2007, 6 eren d'empreses de construcció, 1 d'una empresa de comerç i reparació d'automòbils, 2 d'empreses de transport, 1 d'una empresa d'hostatgeria i restauració, 1 d'una empresa d'informació i comunicació, 1 d'una empresa financera, 1 d'una empresa immobiliària i 1 d'una entitat de l'administració pública.
Dels 3 establiments de servei als particulars que hi havia el 2009, 1 era una fusteria, 1 lampisteria i 1 electricista.
L'únic establiment comercial que hi havia el 2009 era una botiga d'equipament de la llar.
L'any 2000 a Litteau hi havia 23 explotacions agrícoles que ocupaven un total de 588 hectàrees.

## Equipaments sanitaris i escolars
El 2009 hi havia una escola elemental.

## Poblacions més properes
El següent diagrama mostra les poblacions més properes.